# 皇懷
皇懷（？—？），子姓，皇氏，中国春秋时期宋国司徒，皇非我的从昆弟。
宋景公无子，以公孙周的儿子得与启在宫中抚养为嗣。前469年（鲁哀公二十六年、宋景公四十八年），皇缓做右师，皇非我做大司马，皇怀做司徒，灵不缓做左师，乐茷做司城，乐朱做大司寇，三族六个卿共同听取政事，通过大尹上达国君。十月初四，宋景公去世，大尹用甲士劫持六卿，拥立启为国君。六卿将大尹赶走，大尹侍奉宋公启逃亡楚国，于是立得为国君，乐氏、皇氏、灵氏盟誓三族共掌国政，绝不互相残害。